# Ruhnama-Monument

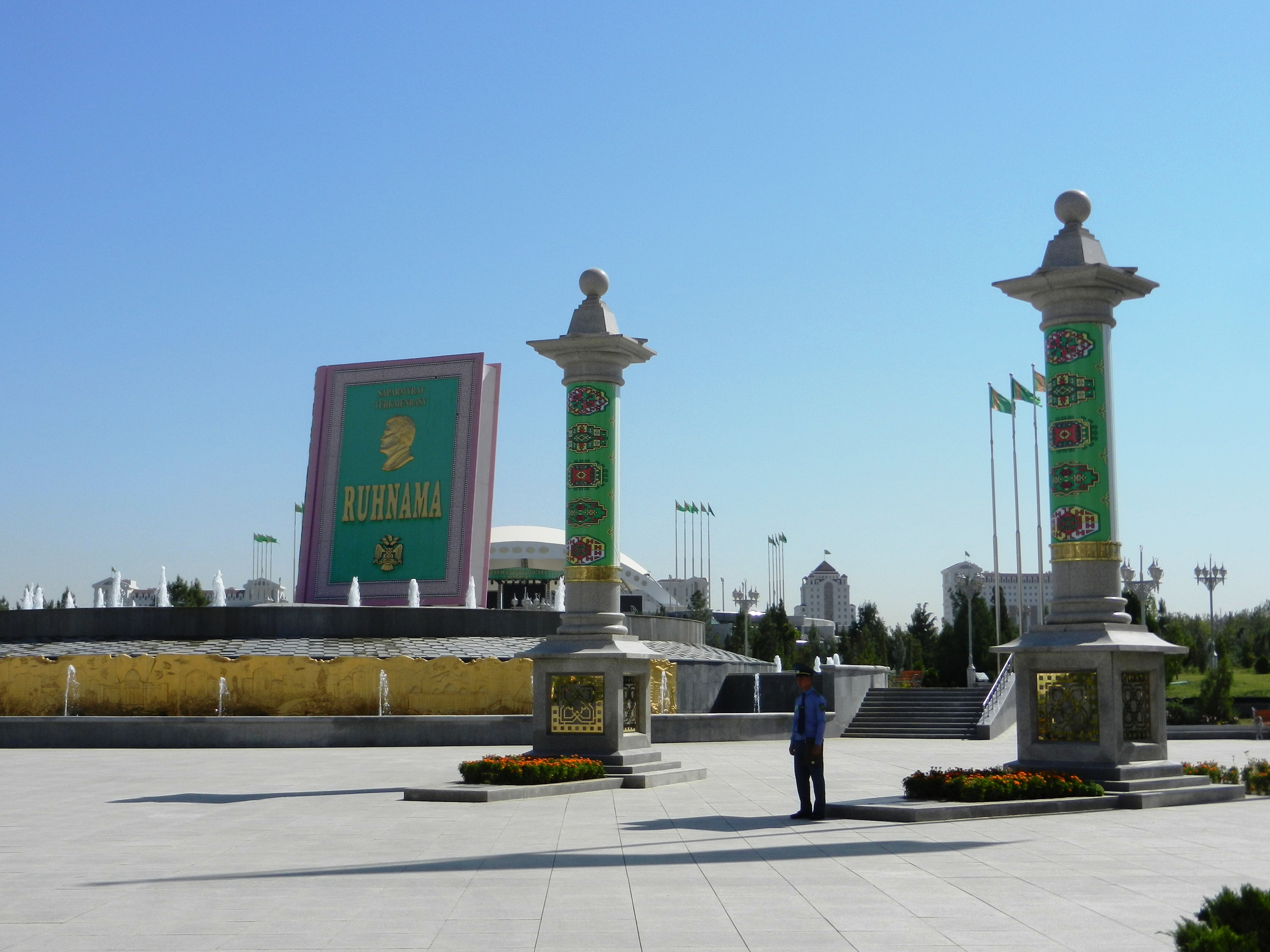
Das Ruhnama-Monument 2012

Das Ruhnama-Monument ist eine mechanische Statue des Buches Ruhnama in Aschgabat, der Hauptstadt Turkmenistans.

## Aufbau
Das Ruhnama-Monument auf einem zentralen Platz in Aschgabat ist neun Meter hoch und aus Marmor hergestellt, mit dem goldenen Konterfei des ehemaligen Präsidenten Saparmyrat Nyýazow. Es ist umgeben von Fontänen und wird in der Nacht beleuchtet. Eine Mechanik sorgt dafür, dass sich der Buchdeckel öffnet und schließt. Im Inneren des Buches befinden sich Phrasen und Anweisungen Nyýazows.

## Bedeutung
Während seiner Regentschaft war die von Nyýazows verfasste Ruhnama Pflichtlektüre und Grundlage für Bildung, Religion und wurde selbst bei der Führerscheinprüfung abgefragt. Mit dem Tod des Präsidenten im Jahr 2006 ging die Bedeutung der Ruhnama zurück. Die Mechanik wurde nicht mehr gewartet, seither lässt sich der Buchdeckel nicht mehr öffnen.